# Halterofilismo nos Jogos Olímpicos de Verão de 2004 - Até 63 kg feminino
A competição da categoria até 63 kg feminino do halterofilismo nos Jogos Olímpicos de Verão de 2004 realizou-se no dia 18 de agosto em Atenas. Um total de 9 atletas participaram.

## Medalhistas
| Ouro   | UKR Natalia Skakun     |
| Prata  | BLR Hanna Batsiushka   |
| Bronze | BLR Tatsiana Stukalava |

## Resultados
| Pos. | Nome                   | Arranco (kg) | Arremesso (kg) | Total (kg) |
| ---- | ---------------------- | ------------ | -------------- | ---------- |
| 1    | UKR Natalia Skakun     | 107,5        | 135,0          | 242,5      |
| 2    | BLR Hanna Batsiushka   | 115,0        | 127,5          | 242,5      |
| 3    | BLR Tatsiana Stukalava | 100,0        | 122,5          | 222,5      |
| 4    | TUN Hayet Sassi        | 95,0         | 120,0          | 215,0      |
| 5    | KOR Kim Soo Kyung      | 92,5         | 122,5          | 215,0      |
| 6    | VIE Nguyễn Thị Thiết   | 95,0         | 110,0          | 205,0      |
| 7    | ALG Leila Lassouani    | 85,0         | 115,0          | 200,0      |
| —    | GRE Anastasia Tsakiri  | 97,5         | —              | DNF        |
| —    | IND Karnam Malleswari  | —            | —              | DNF        |